# Ove Guldberg
Pour les articles homonymes, voir Guldberg.
Ne doit pas être confondu avec Ove Høegh-Guldberg.
Ove Guldberg, né le 2 décembre 1918 à Nysted (Danemark) et mort le 28 février 2008 à Nexø (Danemark), est un homme politique danois, membre du parti Venstre, ancien ministre et ancien député au Parlement (le Folketing).